# Grote Prijs Jef Scherens 1996
Il Grote Prijs Jef Scherens 1996, trentesima edizione della corsa, si svolse il 1º settembre 1996 su un percorso di 185 km, con partenza e arrivo a Lovanio. Fu vinto dall'olandese Jans Koerts della Palmans-Boghemans davanti al polacco Andrzej Sypytkowski e al belga Wim Omloop.

## Ordine d'arrivo (Top 10)
| Pos. | Corridore             | Squadra           | Tempo    |
| ---- | --------------------- | ----------------- | -------- |
| 1    | Jans Koerts           | Palmans-Boghemans | 4h12'00" |
| 2    | Andrzej Sypytkowski   | Mroz              | s.t.     |
| 3    | Wim Omloop            | Collstrop-Lystex  | s.t.     |
| 4    | Henk Vogels           | Rabobank          | s.t.     |
| 5    | Andreas Klier         | Team Nürnberger   | a 13"    |
| 6    | Jan Boven             | Rabobank          | s.t.     |
| 7    | Jacek Mickiewicz      | Mroz              | a 16"    |
| 8    | Niko Eeckhout         | Collstrop-Lystex  | a 1'34"  |
| 9    | Johan Capiot          | Collstrop-Lystex  | a 1'40"  |
| 10   | Steven Van Malderghem | TVM-Farm Frites   | s.t.     |